# شرف الدين الأنصاري
شرف الدين بن زين العابدين، حفيد القاضي زكريا الأنصاري السنيكي المصري، فاضل، من أهل مصر. له تصانيف، منها (الطبقات) ذكر فيها شيوخه وعلماء عصره. توفي في القاهرة سنة 1092 هـ / 1681 م 